# Danmarks U/18-fodboldlandshold
Danmarks U/18-fodboldlandshold eller U/18-landsholdet er et hold under Dansk Boldspil-Union (DBU), udvalgt blandt alle danske fodboldspillere under 18 år, til at repræsentere Danmark i internationale U/18-fodboldturneringer arrangeret af FIFA og UEFA samt i venskabskampe mod andre nationale fodboldforbunds udvalgte U/18 hold.